# Valérie Pécresse
Valérie Pécresse (n. 14 iulie 1967, Neuilly-sur-Seine, Région parisienne, Franța) este un politician francez care a ocupat funcția de președinte al Consiliului Regional Île-de-France din 2015. Membră a partidului Republicanii, ea a fost anterior ministru al Învățământului Superior și Cercetării din 2007 până în 2011 și ministru al bugetului și purtător de cuvânt al guvernului François Fillon, din 2011 până în 2012. Pécresse a reprezentat a doua circumscripție electorală a Yvelines în Adunarea Națională din 2002 până în 2007 și din nou din 2012 până în 2016.
Ea și-a realizat studiile superioaare la HEC Paris și ENA.